# Yvan Reilhac

a Compétitions nationales et continentales officielles uniquement.

Dernière mise à jour le 10 juin 2025.
Yvan Reilhac,  né le 9 juin 1995 à Paris, est un joueur français de rugby à XV jouant aux postes de centre ou d'ailier à l'US Montauban depuis 2023.

## Biographie
Yvan Reilhac passe sa jeunesse entre la France et l'Afrique. Il découvre le rugby à l'âge de 6 ans au Rugby Club Paris XV après avoir pratiqué le judo. Lorsqu'il a 10 ans, ses parents partent en Mauritanie pour des raisons professionnelles et il joue alors dans le club de la capitale, Nouakchott, les Fennecs d'Amoukrouz, jusqu'à l'âge de 14 ans. En 2009, Yvan rentre en France à Sète pour poursuivre ses études.
Il rejoint alors l'école de rugby du MHR et parallèlement, intègre la section Sport-étude de rugby du Lycée Mermoz de Montpellier. En 2011, il remporte avec les jeunes du MHR un premier titre, le Challenge Pierre Gaudermen (Championnat de France Cadets 1e année) au Stade Vélodrome de Marseille, en ouverture du match MHR-Racing 92.
Yvan Reilhac joue son premier match avec l'équipe professionnelle du MHR en Challenge européen de rugby à XV le 20 novembre 2015 contre Rugby Calvisano à l'Altrad Stadium. Il participe à son premier match de Top 14 le 20 février 2016 lors d'un match face à Pau.
En 2017, il signe son premier contrat professionnel qui le lie au club montpelliérain jusqu'en 2020.
En novembre 2018, il est sélectionné avec les Barbarians français pour affronter les Tonga au Stade Chaban-Delmas de Bordeaux. Remplaçant, il entre à la place de Louis Carbonel à la 60e minute et inscrit un essai. Les Baa-Baas s'inclinent 38 à 49 face aux tongiens.
En 2020, il est appelé pour la première fois dans le groupe de l'équipe de France pour préparer le Tournoi des Six Nations à la suite de la prise de fonction du nouveau sélectionneur Fabien Galthié. Il est convoqué en cours de rassemblement pour suppléer Kylan Hamdaoui, forfait après une commotion cérébrale en Top 14.
En 2019, il prolonge son contrat avec Montpellier jusqu'en 2020.
En septembre 2022, en manque de temps de jeu, il rejoint en prêt la Section paloise jusqu'à la fin de la saison en cours.
Libre de tout contrat à l'intersaison 2023, il signe un contrat d'un an avec l'US Montauban en Pro D2. Après une première saison réussie, il prolonge son contrat jusqu'en 2027.  À la fin de la saison 2024-2025, il est titulaire lors de la victoire de son équipe en finale du championnat face au FC Grenoble, participant donc à l'accession du club en Top 14,.

## Palmarès
- Finaliste du Championnat de France en 2018 avec le Montpellier HR.
- Vainqueur du Championnat de France en 2022 avec le Montpellier HR.
- Vainqueur du Championnat de France de 2e division en 2025 avec l'US Montauban.